# Копенгаген (амт)
Амт Копенгаген — бывшее графство на острове Зеландия на востоке Дании. Данный амт охватывал муниципалитеты столичной области Копенгагена, за исключением Копенгагена и Фредериксберга. С 1 января 2007 года данный амт был упразднён и объединён в столичный регион Копенгаген (он же регион Ховедстаден).
Амт Копенгаген находился в Глострупе (с 1 января 1993 года; между 1952 и 1992 годами, администрация округа находилась на Блегдамсвей в муниципалитете Копенгагена, который был окружён, но не являлся частью амта).

## Список глав округа
| С             | До              | Главы округа                                           |
| ------------- | --------------- | ------------------------------------------------------ |
| 1 апреля 1970 | 31 марта 1972   | Поль Сторгольм (Консервативная народная партия)        |
| 1 апреля 1972 | 31 марта 1974   | Вигго Хоух (Либеральная партия)                        |
| 1 апреля 1974 | 31 декабря 1993 | Пер Каалунд (Социал-Демократическая партия)            |
| 1 января 1994 | 31 декабря 2006 | Вибеке Сторм Расмуссен (Социал-Демократическая партия) |